# 中華斑嘴鴨
，别名东方斑嘴鸭、谷鸭、黄嘴尖鸭、火燎鸭，是屬於鴨科鴨屬的一種鸟类。分佈於東亞，共有80-160萬隻，數量有下跌的趨勢。這個物種以前被認為是印度斑嘴鴨的亞種，兩者都被稱為斑嘴鴨（A. poecilorhyncha）。這個名稱源自其嘴上的黃色斑點。

## 分類

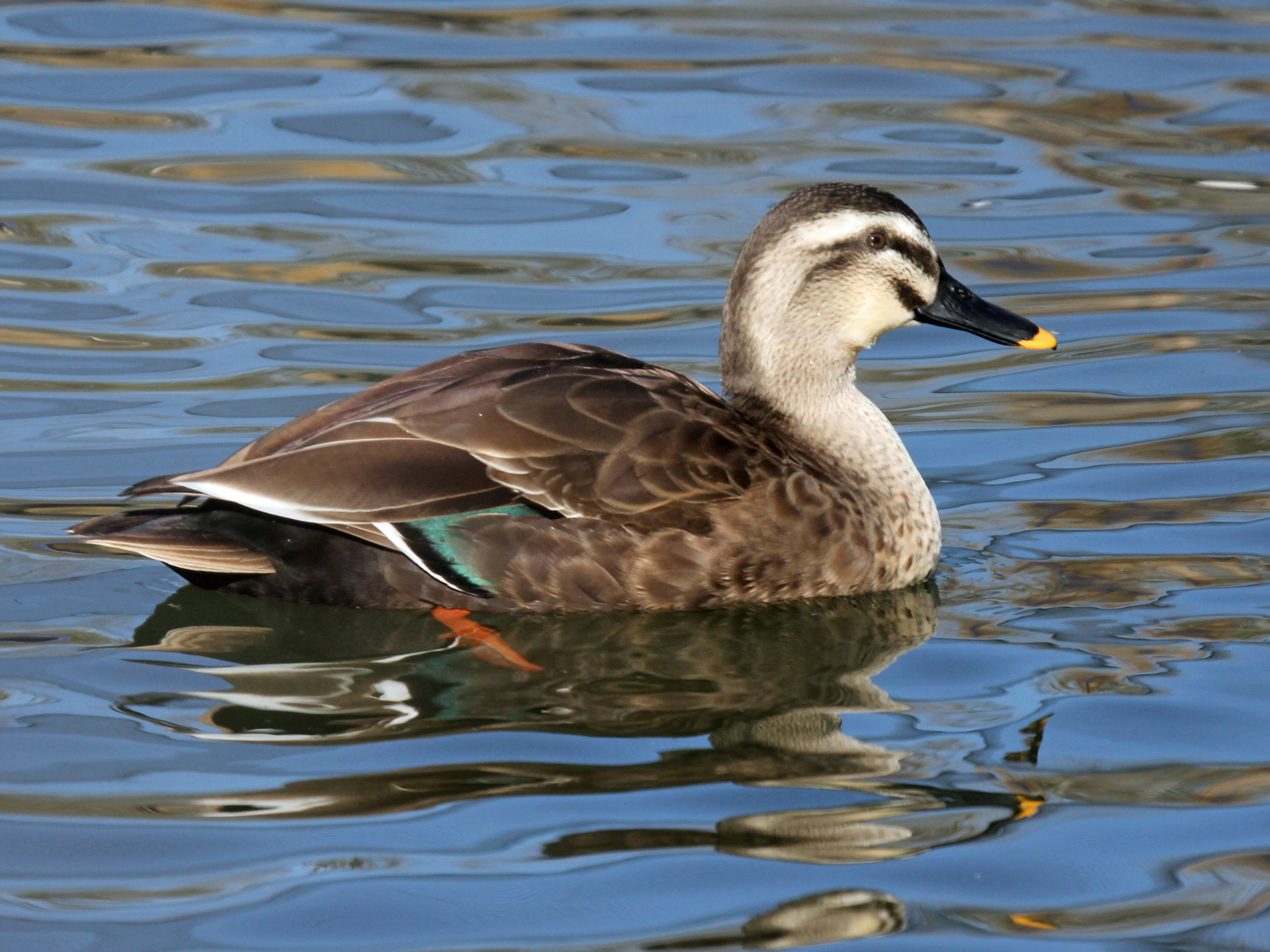
可見到其藍色的翼鏡羽

花嘴鴨在1866年由英國生物學家郇和描述，並使用現在的雙名法命名Anas zonorhyncha。 屬名Anas是拉丁語中鴨的意思。種小名zonorhyncha源自古希臘語詞zōnē，意為“帶”或“束帶”和rhunkhos，意為“嘴”。
歷史上，花嘴鴨通常被認為是印度斑嘴鴨的亞種（A. poecilorhyncha）。美國鳥類學家布拉德利·C·利維齊在1991年發表的對河鴨的形態學研究中提議，應將花嘴鴨提升為獨立物種。 隨後，在中國南方香港進行的實地工作發現，雖然花嘴鴨和印度斑嘴鴨（亞種A. poecilorhyncha haringtoni）在同一地區同時繁殖，但混合配對非常罕見。 基於這一觀察，美國鳥類學家聯合會在2008年認可花嘴鴨為獨立物種。 現在大多數分類學家都將花嘴鴨視為獨立物種。 在俄羅斯東部的野外，花嘴鴨和綠頭鴨也存在一定程度的雜交，且雄性花嘴鴨與雌性綠頭鴨配對的比率高於相反情況。

## 描述

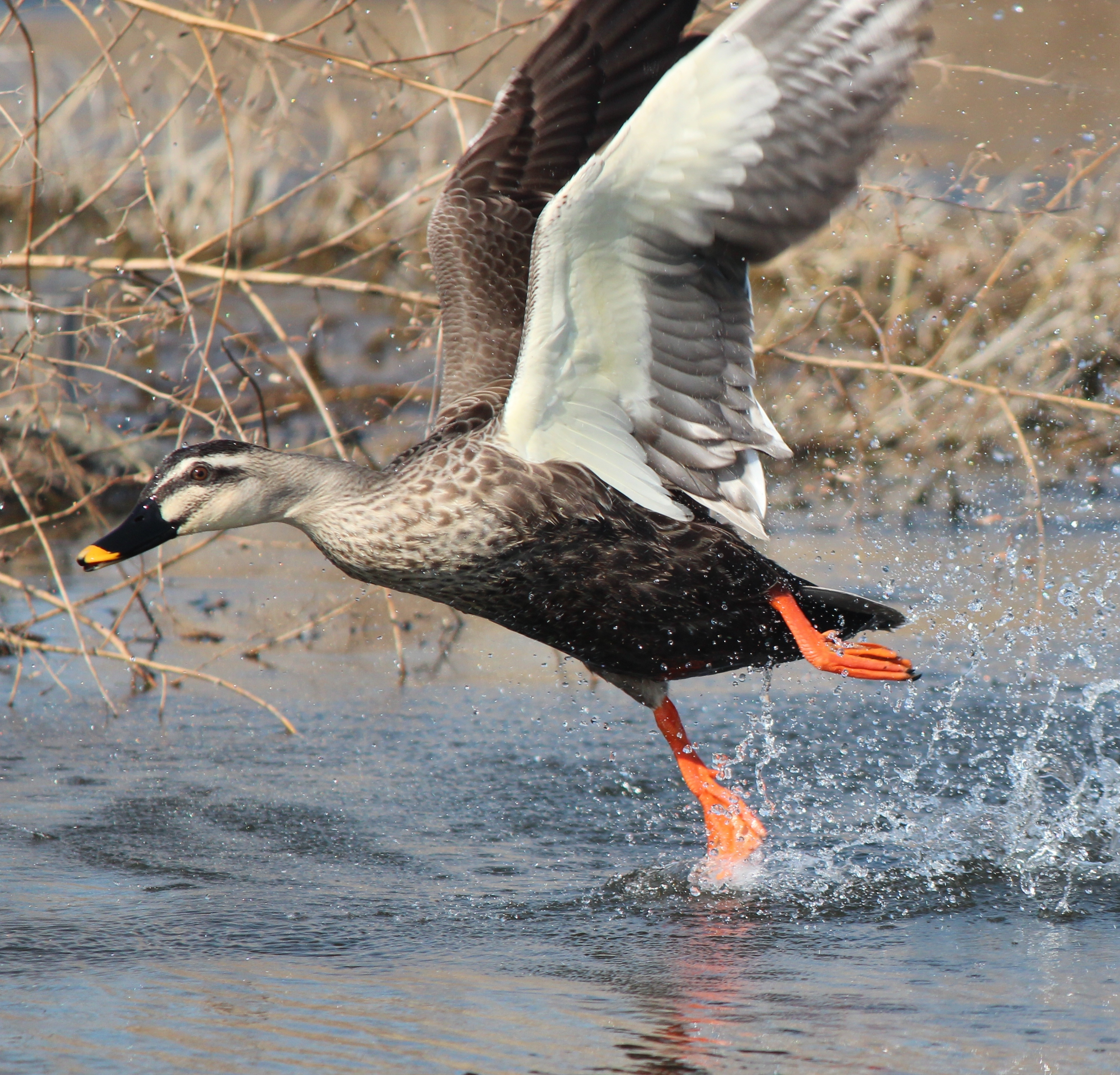
起飛

這種鴨的體型與綠頭鴨相仿，身體呈鱗狀花紋，擁有藍色的翼鏡羽。休息時，長脖子和帶有黃色尖端的嘴是其顯著特徵。它的身長約為55—63 cm（22—25英寸），翼展為83—95 cm（33—37英寸），體重為790—1,500 g（1.74—3.31磅）。 主要為灰色，頭部和脖子較淡，嘴巴黑色，尖端亮黃色。翅膀呈白色，下方有黑色飛羽，從上面看則有白邊綠色。雄性沒有換羽期羽毛。幼鴨比成鴨顏色更棕、更暗淡。腿和腳為亮橙色。
花嘴鴨比印度斑嘴鴨更暗更棕，其體羽更類似於太平洋黑鴨。它缺乏紅色嘴斑，且擁有藍色的翼鏡。
雄性和雌性都會經歷完全的繁殖後換羽，同時掉落所有的飛羽。

## 分佈
花嘴鴨是候鳥，分布地區包括中國大陆、香港、澳门、台灣、日本、韓國、朝鮮、蒙古、俄羅斯。在中國南方和可能的東南亞過冬。非繁殖季節，它們非常合群，形成小群體。自20世紀初以來，日本和俄羅斯遠東地區的種群其分布範圍向北擴展了超過500公里，可能是對全球變暖的反應。
它是生活在淡水湖泊和沼澤中的鳥類，主要在傍晚或夜間啄食植物食物。繁殖季節隨降雨和水況而變化，但通常在4月至7月之間。它在水邊植被中地面築巢。每窩通常有7-9個蛋。 孵化在最後一顆蛋產下後開始（以讓小鴨同時孵化），大約24天後孵出。小鴨黑色，背部黃色，與綠頭鴨的相似，但眼紋更寬。
雄鴨和雌鴨的叫聲類似於綠頭鴨，雌鴨發出響亮的叫聲，雄鴨則發出較低沉、較安靜的聲音。

## 圖庫

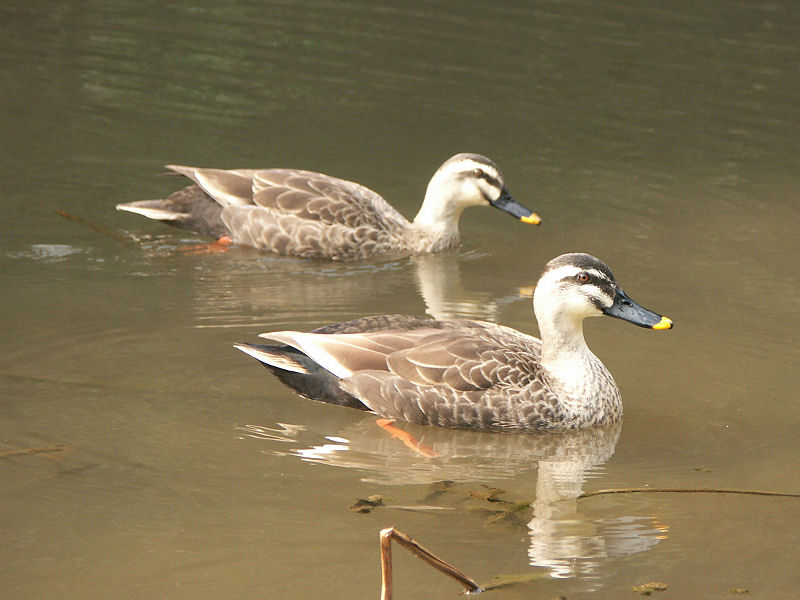
雄鴨(前方)與雌鴨
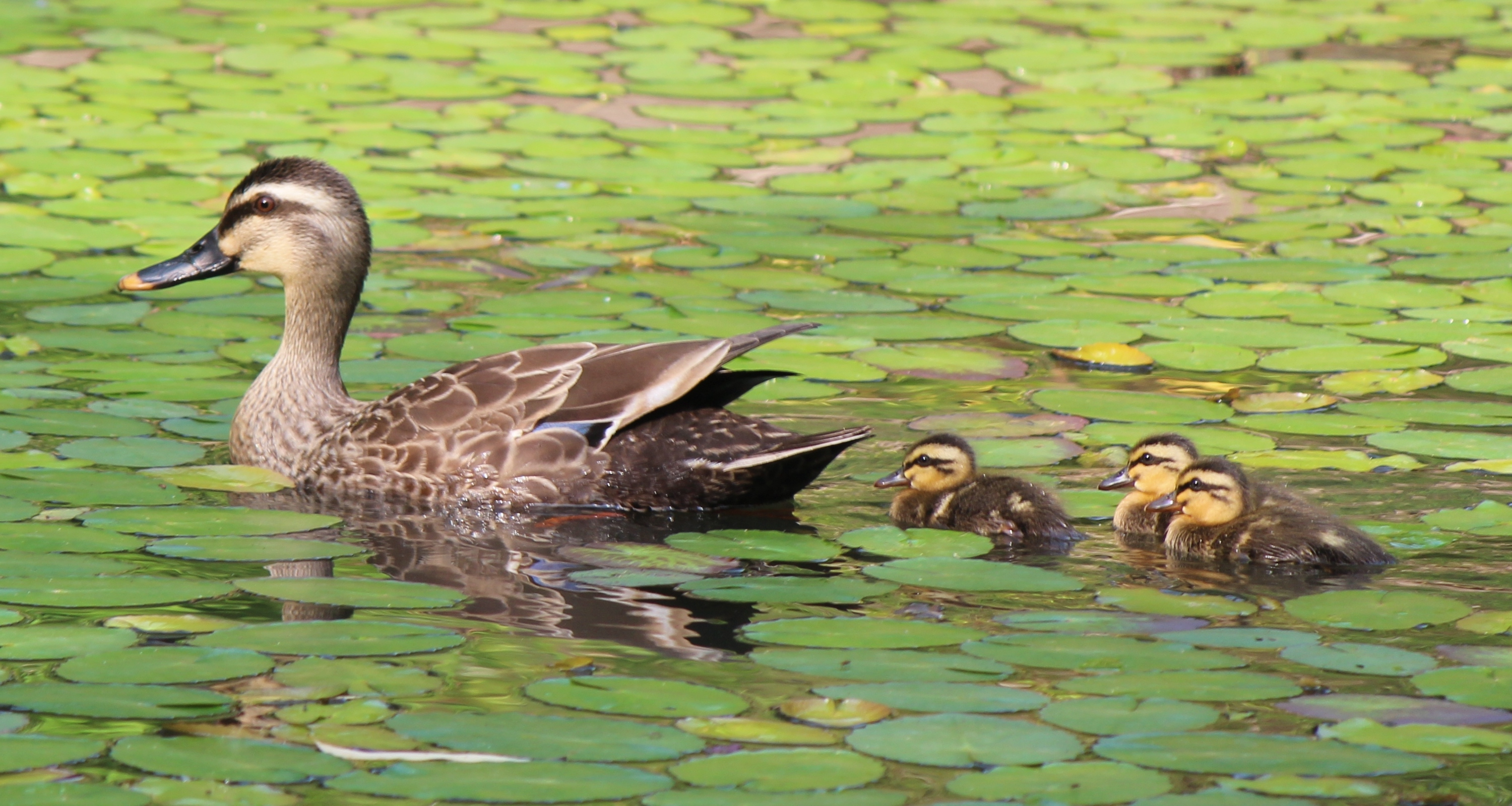
成鴨與小鴨
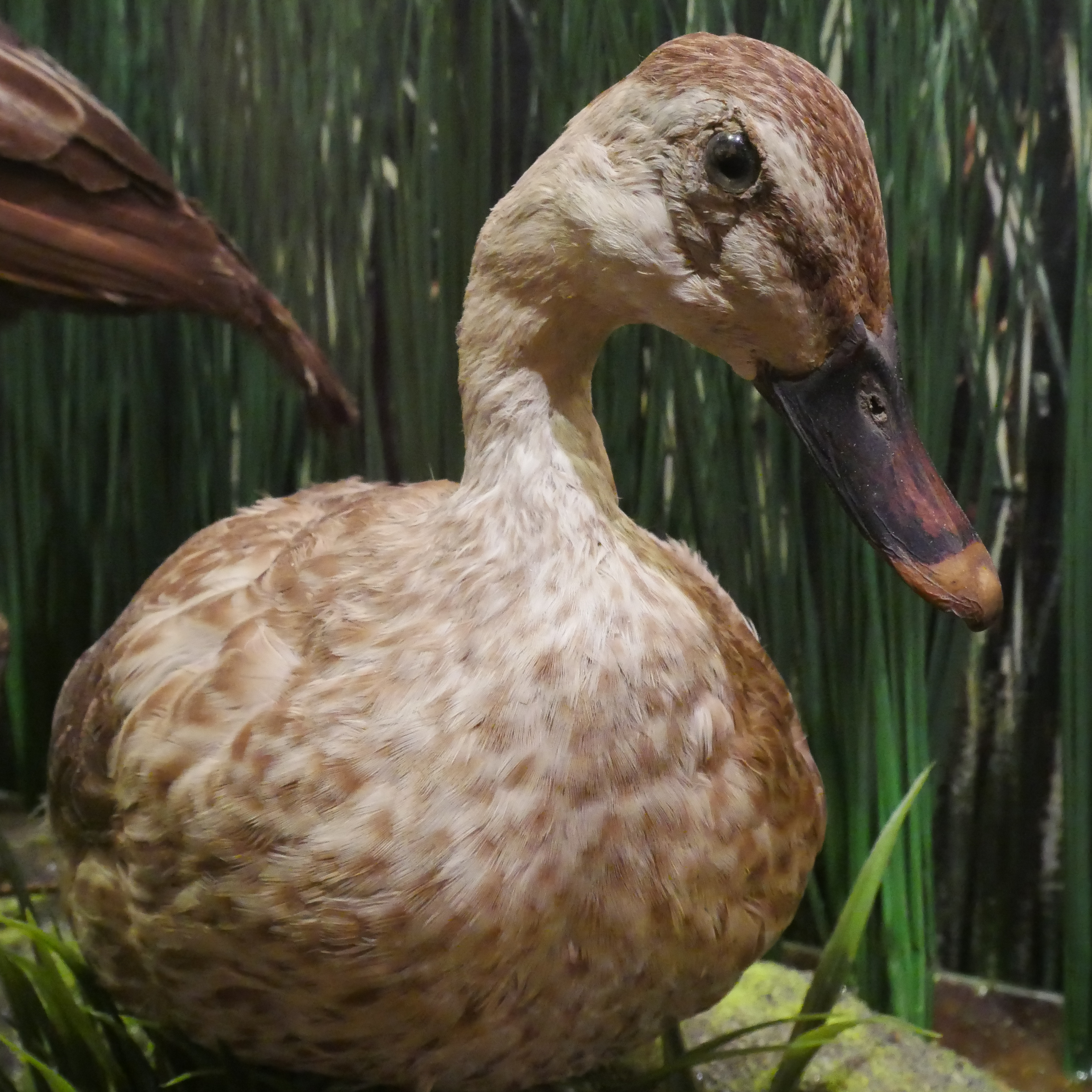
花嘴鴨（Anas zonorhyncha）標本

## 腳註
1. ↑  BirdLife International. 2016. Anas zonorhyncha. The IUCN Red List of Threatened Species 2016: e.T22736042A95123703. http://dx.doi.org/10.2305/IUCN.UK.2016-3.RLTS.T22736042A95123703.en （英文）
2. ↑  郑光美. . Beijing: 科学出版社. 2017. ISBN 978-7-03-054751-4. OCLC 1050450731.
3. ↑  International Ornithologists' Union. .   [2022-05-11]. doi:10.14344/ioc.ml.12.1. （原始内容存档于2022-04-01） （英语）.
4. ↑  香港觀鳥會.  (xlsx). Hong Kong Bird Watching Society. 香港觀鳥會. 2021-05-13  [2022-05-11] （中文（香港））.[]
5. ↑  Swinhoe, Robert. . Ibis. series 2. 1866, 2 (4): 392–406 [394]  [2024-08-08]. doi:10.1111/j.1474-919x.1866.tb08612.x. （原始内容存档于2024-12-19）.
6. ↑  Mayr, Ernst; Cottrell, G. William (编).  1 2nd. Cambridge, Massachusetts: Museum of Comparative Zoology. 1979: 471  [2024-08-08]. （原始内容存档于2023-12-08）.
7. ↑  Jobling, James A. . London: Christopher Helm. 2010: 46, 411. ISBN 978-1-4081-2501-4.
8. ↑  Livezey, B.C.  (PDF). The Auk. 1991, 108 (3): 471–507  [2024-08-08]. JSTOR 4088089. doi:10.2307/4088089. （原始内容存档 (PDF)于2013-12-30）.
9. ↑  Leader, P.J. . Bulletin of the British Ornithologists' Club. 2006, 126 (4): 248–252  [2024-08-08]. （原始内容存档于2024-12-03）.
10. ↑  Banks, Richard C.;  et al. . The Auk. 2008, 125 (3): 758–768. doi:10.1525/auk.2008.9708 .
11. 1 2 3  del Hoyo, P.F.; Collar, N.; Kirwan, G.M. del Hoyo, J.; Elliott, A.; Sargatal, J.; Christie, D.A.; de Juana, E. , 编. . Handbook of the Birds of the World Alive (Lynx Edicions). 2017  [25 July 2017]. S2CID 242623661. doi:10.2173/bow.spbduc.01.
12. ↑  Gill, Frank; Donsker, David (编). . World Bird List Version 7.3. International Ornithologists' Union. 2017  [23 July 2017]. （原始内容存档于2017-10-01）.
13. ↑  Lepage, Denis. . Avibase. Bird Studies Canada.   [26 July 2017]. （原始内容存档于2024-11-30）.
14. 1 2  Kulikova, Irina V.; Zhuravlev, Yury N.; McCracken, Kevin G. . The Auk. 2004, 121 (3): 930. S2CID 17470882. doi:10.1642/0004-8038(2004)121[0930:AHASGF]2.0.CO;2 .
15. ↑  CRC Handbook of Avian Body Masses by John B. Dunning Jr. (Editor). CRC Press (1992), ISBN 978-0-8493-4258-5.
16. ↑  Ogilvie & Young, Wildfowl of the World. New Holland Publishers (2004), ISBN 978-1-84330-328-2
17. 1 2 3  Ali, Salim & S. Dillon Ripley.  1 2nd. New Delhi: Oxford University Press. 1978: 157–160.
18. ↑  Baker, E.C.S. . Journal of the Bombay Natural History Society. 1913, 22 (4): 805–807  [2024-08-08]. （原始内容存档于2024-08-08）.

## 外部連結
- 维基共享资源上的相關多媒體資源：中華斑嘴鴨
- 維基物種上的相關：中華斑嘴鴨